# ウェスト・エドモントン・モール
ウェスト・エドモントン・モール（West Edmonton Mall）はカナダアルバータ州・エドモントンにある北米最大、世界で23番目の規模を持つショッピングモール・複合商業施設である。
1981年の開業から2004年に金源時代ショッピングセンターが開業するまでは、世界最大のショッピングモールでもあった。

## 歴史
1981年にオープン。総面積は57万平方メートル。800の専門店と2万台の駐車場、遊園地、映画館、プール、スケート場、ゴルフ場などなど、さまざまな施設がある。

## 主な施設
- ギャラクシーランド（北米最大の屋内遊園地）

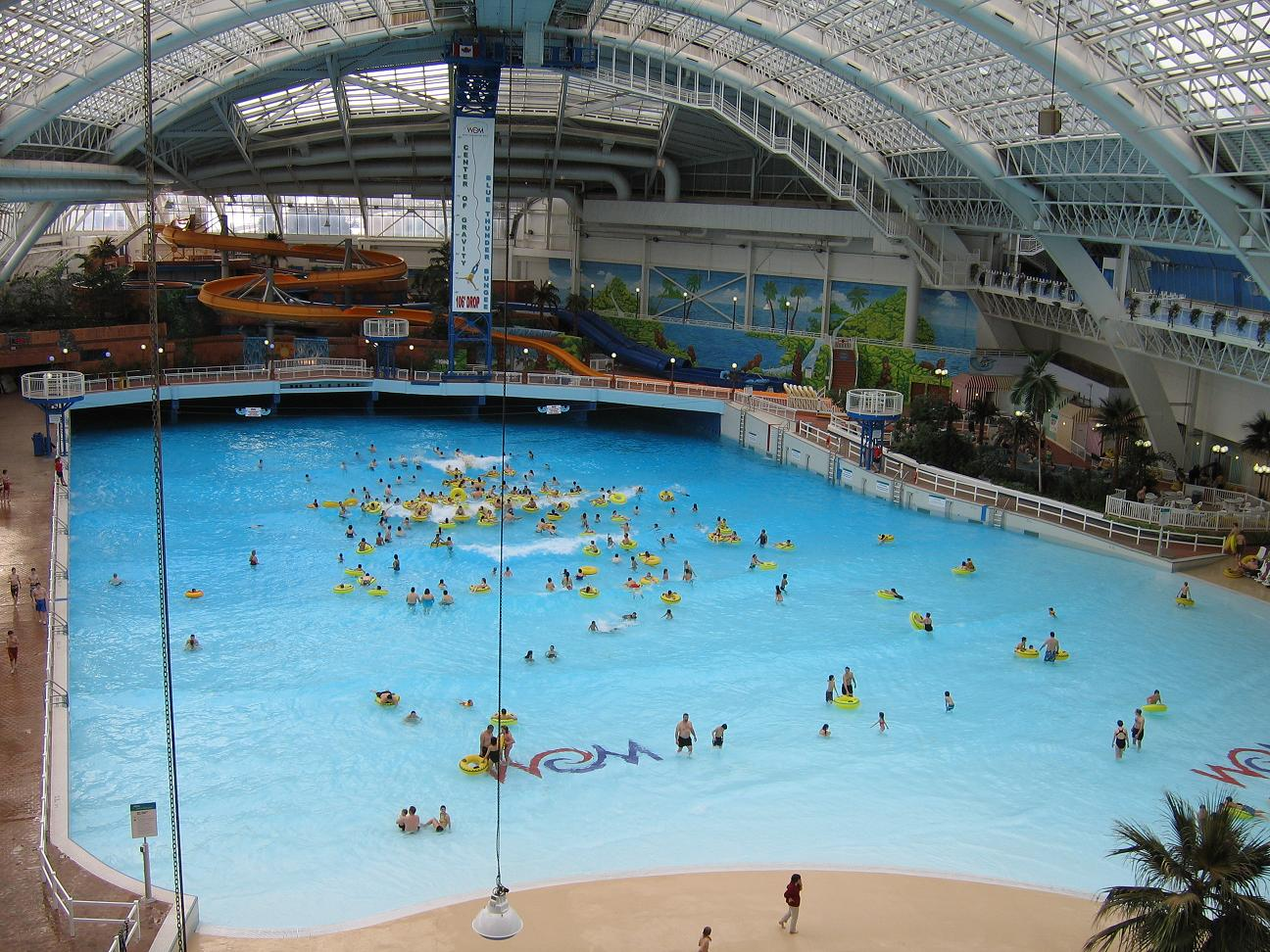
ワールド・ウォーターパーク

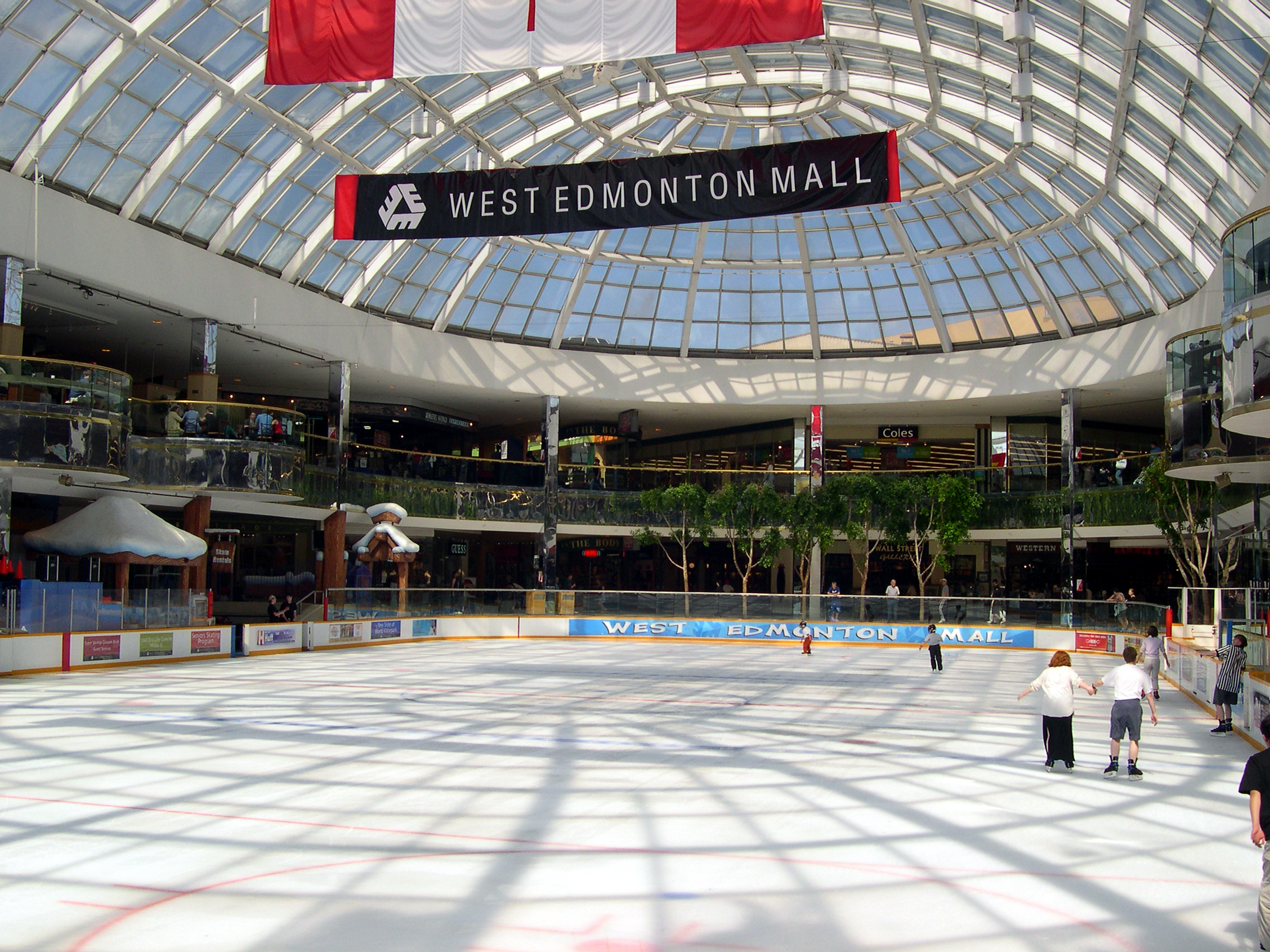
アイス・パレス

- ワールド・ウォーターパーク（北米最大の屋内プール）
- アイス・パレス（屋内スケートリンク）
- ミニゴルフ場
- スコシア・シアター（映画館）
- ファンタジーランドホテル
- 屋内ライフル射撃場
- シーライオン・ロック（アシカショー）
- ペッティング動物園
- インターネットカフェ
- ラジオ局のサテライトスタジオ
- バーボン・ストリート（ニューオーリンズをイメージしたクラブ・レストラン街）
- チャイナタウン（アジア系のスーパーマーケットや飲食店など）

など

## アクセス
- エドモントン市街地（ダウンタウン）から市バス：♯1、♯100、♯111、♯112系統利用。
- エドモントン国際空港よりスカイシャトル（空港バス）：ウェスト･エンド･ルート利用。

## 外部サイト
- ウェスト・エドモントン・モール